# اومسپیرون
اومسپیرون (انگلیسی: Umespirone) دارویی از کلاس آزاپیرون است که دارای خواص ضد اضطراب و ضد روان پریشی است. به عنوان یک آگونیست جزئی گیرنده 5-HT1A، آگونیست جزئی گیرنده D2، و آنتاگونیست گیرنده گیرنده α1-آدرنرژیک رفتار می کند، و همچنین میل ترکیبی ضعیفی برای گیرنده سیگما دارد. بر خلاف بسیاری از داروهای ضد اضطراب و ضد روان پریشی، اومسپیرون کمترین آرام بخش، اختلال شناختی/حافظه، کاتالپسی و علائم خارج هرمی را ایجاد می کند.